# 亞當斯伯勒 (印地安納州)
亞當斯伯勒（英語：Adamsboro）是位於美國印地安納州卡斯縣的一個非建制地區。該地的面積和人口皆未知。

## 地理
亞當斯伯勒的座標為40°47′04″N 86°16′01″W / 40.78444°N 86.26694°W，而該地的平均海拔高度為195米（即640英尺）。